# Versailles (együttes)
Versailles (azaz Versailles -Philharmonic Quintet- az Egyesült Államokban) egy japán heavy metal együttes, amely 2007 nyarán alakult. Tagjai a japán visual kei stílus képviselői. A Versailles fő ismertetőjegyei a reneszánsz kosztümök, a súlyos gitárszólamok és a kemény, de mégis melodikus dallamvilág.

## Történet

### Megalakulás - 2007
Az együttest Kamijo (ex-Lareine), Hizaki (ex-Sulfuric Acid) és Jasmine You (Yuu, ex-Jakura) alapították 2007 márciusában. Később Teru (ex-Aikaryu) és Yuki (ex-Sugar Trip) is csatlakozott hozzájuk, akiket a tokiói Rock May Kan-on ajánlottak be.
Kamijo és Hizaki már 2006 őszén készen voltak az együttes koncepciójával, és hat hónapot töltöttek olyan tagok keresésével, akik képesek azt életre kelteni. A koncepció a tökéletes youshikibi (formai szépség) hangzás és a szélsőséges esztétikum megteremtése. 2007 márciusában megjelentek az együttesről szóló első információk. Az első promóciós anyagukat az interneten tették közzé, létrehozva egy angol nyelvű MySpace oldalt. Több interjút is adtak a külföldi sajtónak.
A Versailles első bemutatója és hivatalos megjelenése június 23-án történt, amelyet az első koncertjük követett, június 24-én. Szintén ekkor kezdték el forgalmazni az első kislemezüket és DVD lemezüket, a The Revenant Choir-t. Az együttes szerződést kötött a német CLJ Records kiadóval, és október 31-én kiadták az első albumukat, a Lyrical Sympathy-t Európa- és Japán szerte. A The Love From A Dead Orchestra című daluk megjelent a Tokyo Rock City című, a német Sony BMG által kiadott válogatás albumon is.

### Noble– 2008
2008-ban a Versailles megtartotta az első fellépéseit Európában és az Egyesült Államokban. Márciusban és áprilisban az együttes a Matenrou Operával együtt turnézott Európában. Később a Versailles a Tainted Reality meghívására a texasi Dallasban lépett fel a május 30-ai Project A-Kon anime találkozón, majd a Knitting Factory-ban, a kaliforniai Los Angelesben adott koncertet, ezekkel debütálva az amerikai közönség előtt. Az A-Kon-on adott koncertjük több mint 3000 embert vonzott, és a jegyek hamar elfogytak.
2008. július 9-én az együttes digitálisan adta ki az első albumát, a Noble-t, kizárólagosan a nemzetközi iTunes felhasználói számára hozzáférhetően. Ezután június 16-án Japánban, majd június 30-án nemzetközileg CD-n is kiadták az albumot.
A Versailles japán kiadója bejelentette, hogy 2008. augusztus 19-én egy amerikai zenésztől azt az üzenetet kapta, hogy a Versailles név már foglalt zenei berkekben. Az együttest így gyakorlatilag kényszerítették, hogy új nevet találjanak maguknak, hogy tovább folytathassák zenei tervüket az Egyesült Államokban. A névválasztáshoz a rajongók segítségét kérték. Szeptember 14-én az együttes a hivatalos honlapjukon jelentette be, hogy ezután az Egyesült Államokban a "Versailles -Philharmonic Quintet-" nevet fogják használni, míg a világ többi pontján a nevük továbbra is az eredeti marad. Az új nevet a rajongók által javasoltakból az együttes választotta ki. Bár a Philharmonic Quintett így együtt egyik javaslatban sem szerepelt, külön-külön többen is javasolták őket. Az együttes tagjai azért választották ezeket a szavakat, mert a jelentésük kifejezi az együttes lényegét: a "philharmonic" utal a zene szimfonikus stílusára, a "quintett" pedig jelzi, hogy öten vannak az együttesben. Az első kislemezük címe, melyet az új nevükön adtak ki Prince.

### Áttörés: 2009
Kamijo a C.C. Lemon Hllban december 23-án rendezett koncertjükön bejelentette, hogy az együttes nagyban folytatja tovább 2009 júniusától japánban és nemzetközileg is a Warner Music Japan közreműködésével. Az első igazi nagy debütáló kislemezük, az Ascendead Master" június 24-én jelent meg, egy "hagyományos" és három különleges kiadással, mely utóbbiakon egy három részes kisfilm egy-egy darabja is megtalálható.
A Versailles március 26. és május 9. között adta az utolsó turnéját, mint független együttes. A turné neve "The Fragment Collectors" volt. A további fellépéseik, mint például az "Anthology of Revolution" az utolsó koncertjeik közé tartoztak, melyek egy öt egymás utáni éjszakán át tartó koncertsorozattal zárultak a Meguro Rock May Kan-on. A legutolsó független élő koncertjük június 21-én volt.
Az együttes bejelentette, hogy az új albumuk megjelenéséig nem adnak koncertet, és nem adnak ki semmit. Az új albumukat szeptember 16-án adták volna ki, két különböző formátumban, egy hagyományos és egy limitált kiadásban.

### Jasmine You halála
Augusztus 3-án bejelentették, hogy Jasmine You egy időre visszavonul egészségi állapota miatt, hogy felépüljön. Azt is bejelentették, hogy a Versailles új albuma nemsokára elkészül és a basszusgitár szólamokat már sikeresen felvették. 2009. augusztus 9-én a korai órákban a hivatalos honlapon, majd nem sokkal később az együttes MySpace blogján is megjelent a hír, miszerint Jasmine You eltávozott az élők sorából.
Augusztus 11-én hivatalosan is bejelentették, hogy az új albumuk megjelenését bizonytalan időre elnapolták Jasmine You halála miatt. Az augusztus 23-ra tervezett koncertjüket szintén lemondták. Augusztus 16-án viszont bejelentették, hogy az együttes nem bomlik fel, bár még határozniuk kell a jövőjükről.

## Tagok
Mint a többi japán együttesnél, a tagok főleg a művésznevükön ismertek.
- Kamijo (Yuuji Kamijou) – énekes
- Hizaki – gitár
- Teru – gitár
- Masashi (Miwa Masashi) - basszusgitár
- Yuki – dob

Élő koncerten Jasmine You helyett:
- Yo – V-Rock Festival (Matenrou Opera)

Örök tag:
- Jasmine You (Kageyama Yuuichi) – basszusgitár (2007 - 2009, elhunyt)

## Diszkográfia

### Albumok
| Év   | Album |
| ---- | --- |
| 2008 | Noble: Vampire's Chronicles Kiadás: 2008. július 16. Kiadó: Sherow Artist Society Adathordozó: CD and digital download |
| 2010 | Jubilee: Method of Inheritance Kiadás: 2010. január 20. Kiadó: Warner Music Japan Adathordozó: CD                      |
| 2011 | Holy Grail Kiadás: 2011. június 15. Kiadó: Warner Music Japan Adathordozó: CD                                          |

### EP
| Év   | EP                                                                                      |
| ---- | --------------------------------------------------------------------------------------- |
| 2007 | Lyrical Sympathy Kiadás: 2007. október 31. Kiadó: Sherow Artist Society Adathordozó: CD |

### Kislemezek
| Év   | EP |
| ---- | --- |
| 2007 | The Revenant Choir Kiadás: 2007. június 23. Kiadó: Sherow Artist Society Adathordozó: CD és DVD Album melyen szerepel: Noble -Vampire's Chronicles-                          |
| 2008 | A Noble Was Born In Chaos Kiadás: 2008. március 19. Kiadó: Sherow Artist Society Adathordozó: CD Album melyen szerepel: Noble -Vampire's Chronicles-                         |
| 2008 | Prince Kiadás: 2008. szeptember 13. Kiadó: Sherow Artist Society Adathordozó: Ingyenesen letölthető Album melyen szerepel: Jubilee -Method of Inheritance-                   |
| 2008 | Prince & Princess Kiadás: 2008. december 10. Kiadó: Sherow Artist Society Adathordozó: CD Album melyen szerepel: Jubilee -Method of Inheritance-                             |
| 2009 | Ascendead Master Kiadás: 2009. június 24. Kiadó: Warner Music Japan Adathordozó: CD és DVD (DVD a limitált verziókon) Album melyen szerepel: Jubilee -Method of Inheritance- |
| 2010 | Destiny: The Lovers Kiadás: 2010. október 27. Kiadó: Warner Music Japan Adathordozó: CD és DVD (DVD a limitált verziókon) Album melyen szerepel: Holy Grail                  |
| 2011 | Philia Kiadás: 2011. március 16. Kiadó: Warner Music Japan Adathordozó: CD és DVD (DVD a limitált verziókon) Album melyen szerepel: Holy Grail                               |

### Válogatások
| Év   | Válogatás |
| ---- | --- |
| 2007 | Tokyo Rock City Kiadás: 2007. november 6. Kiadó: Sony BMG Adathordozó: CD Dal, amely szerepel az albumon: The Love From a Dead Orchestra                      |
| 2007 | Cupia Vol.1 Kiadás: 2007. november 14. Kiadó: Sony BMG Adathordozó: CD Dal, amely szerepel az albumon: The Red Carpet Day                                     |
| 2008 | Cross Gate 2008: Chaotic Sorrow Kiadás: 2008. január 6. Adathordozó: CD Dal, amely szerepel az albumon: Sforzando                                             |
| 2008 | The Art of Propaganda Kiadás: 2008. szeptember 13. Kiadó: Sherow Artist Society, Under Code Production Adathordozó: CD Dal, amely szerepel az albumon: Prince |

### Koncertfelvétel
| Év   | Válogatás                                                                                        |
| ---- | ------------------------------------------------------------------------------------------------ |
| 2010 | Lyrical Sympathy (Live) Kiadás: 2010. szeptember 1. Kiadó: Sherow Artist Society Adathordozó: CD |
| 2010 | Noble (Live) Kiadás: 2010. szeptember 1. Kiadó: Sherow Artist Society Adathordozó: CD            |

## Videográfia

### DVD
- The Revenant Choir (2007. június 23.)
- Aesthetic Violence (2007. december 12.)
- Urakizoku (裏貴族) (2007. december 24.)
- Chateau de Versailles (2009. május 20.)
- History of the Other Side (2009. május 20.)
- Ascendead Master (Limited Edition I, II, III) (2009. június 24.)
- Destiny -The Lovers- (Limited Edition A, B) (2010. október 27.)
- Philia (Limited Edition A, B) (2011. március 16.)
- Chateau de Versailles -Jubilee- (2011. december 21.)

## Videóklipek
| Év   | Dal                     |
| ---- | ----------------------- |
| 2007 | "The Revenant Choir"    |
| 2007 | "Shout & Bites"         |
| 2008 | "Aristocrat's Symphony" |
| 2009 | "Ascendead Master"      |
| 2010 | "Serenade"              |
| 2010 | "Destiny -The Lovers-"  |
| 2011 | "Philia" (2 versions)   |
| 2011 | "Masquerade"            |
| 2011 | "Vampire" (5 versions)  |

### Kisfilm
- Ascendead Master -Short Movie- (3 részből álló kisfilm, melyek a 3 féleképpen kibocsátott "Ascendead Master -Limited Edition- I, II, III" Cd-ken található.
- Onegai Kanate Versailles (おねがいかなえてヴェルサイユ) (Versailles főszereplésével induló TV-dráma)